# Leucauge fibulata
Leucauge fibulata är en spindelart som först beskrevs av Tord Tamerlan Teodor Thorell 1892.  Leucauge fibulata ingår i släktet Leucauge och familjen käkspindlar. Inga underarter finns listade i Catalogue of Life.